# Никопол (Украйна)
Вижте пояснителната страница за други значения на Никопол.
Нѝкопол (на украински: Нікополь) е град в Днепропетровска област, Украйна. Телефонният му код е +380 566(2), а пощенският – 53200.
Намира се в югоизточната част на Украйна на река Днепър. Има площ от 50 км². Населението му е 105 160 души (1 януари 2022).
Основан е през 1782 г. и същата година получава статут на град.